# 万夏
万夏（1962年—），出生于重庆，在成都长大，中国现代诗人、出版人。
万夏1984年与李亚伟等共创“莽汉主义”诗歌流派。他于九十年代初主编的《后朦胧诗全集：中国现代诗编年史》在全国图书节获上奖。现为北京紫图图书有限公司董事长。

## 生平
1962年，出生在重庆市，在成都长大。
1980年，进入原四川南充师范学院（现西华师范大学）中文系本科学习，1984年毕业，文学学士。
1982年，在四川发起中国第三代人诗歌运动。
1984年，与李亚伟等人共同创立莽汉主义诗歌流派。
1985年，任四川省青年诗人协会副秘书长、副会长。
1992年，成立四川海联书社，任总经理，从事图书出版发行。
1993年，主编并出版《后朦胧诗全集：中国现代诗编年史》，获得南国书香节“中国最受读者欢迎10大图书”奖。
1994年，开始在北京从事出版发行。
1998年，出版超级畅销书《黑镜头》系列，共20集，开创中国出版业的读图时代。
2001年，出版个人诗集《本质》和小说集《丧》（作家出版社）。
2001年，成立北京紫图图书有限公司，任董事长。
2002年，成立北京读行天下网络科技有限公司，任董事长。
21世纪以来，个人创作除诗歌小说外更多涉猎摄影，多次在国内外举办摄影个人展和群展。

## 主要作品

### 诗歌
- 《本质》
- 《纯粹的人》
- 《渡光阴的人》
- 《词，刀锋》
- 《空气、皮肤和水》
- 《吕布之香》
- 《樱桃树下》
- 《诗人无饭》
- 《枭王》
- 《孤寂美丽的花园》

### 诗集
- 《本质》（2001年）
- 《孤寂美丽的花园》（2020年）

### 小说集
- 《丧》（2001年）

### 主编
- 《后朦胧诗全集：中国现代诗编年史》
- 《第三代人志·明月降临：第三代人及第三代人后诗选》
- 《第三代人志·与神语：第三代人批评与自我批评》
- 《第三代人志·灿烂：第三代人的写作和生活》